# William Clark (ontdekkingsreiziger)

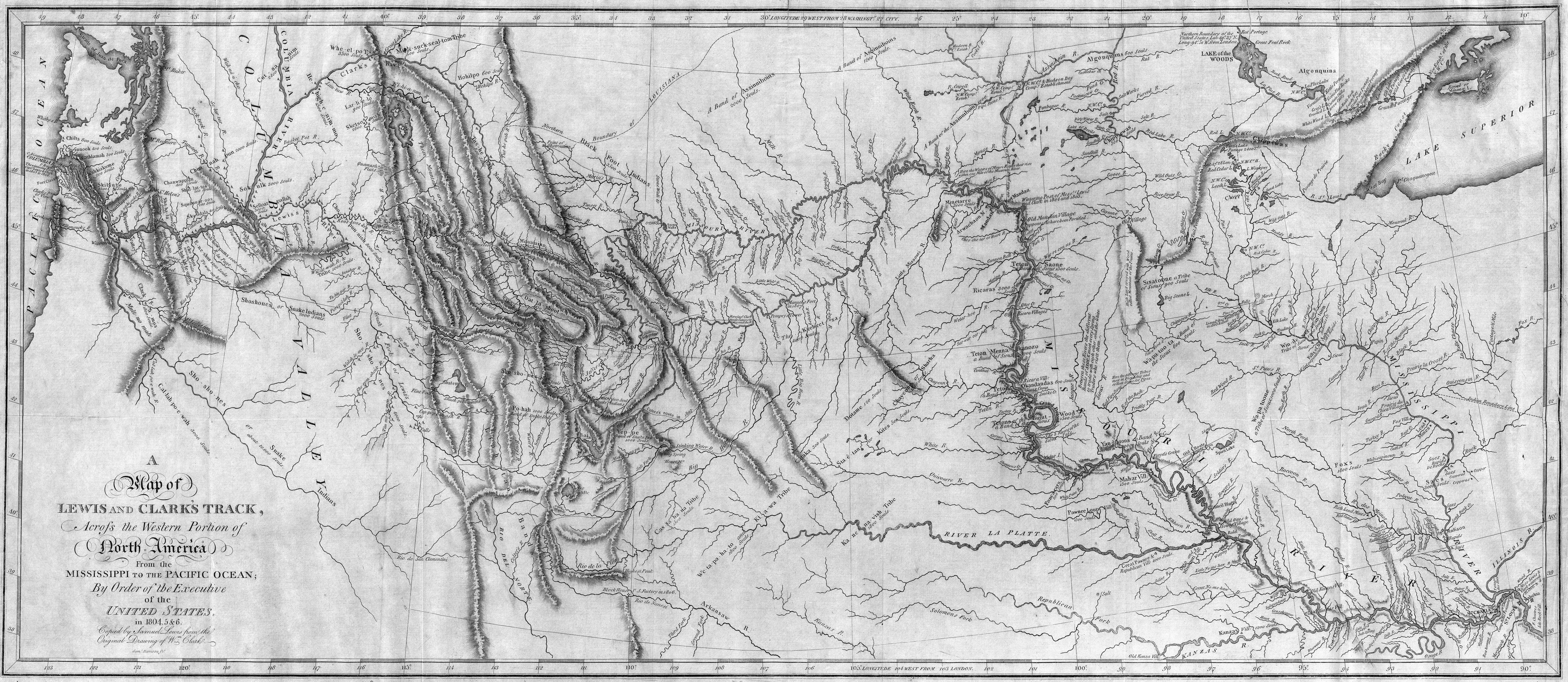
Kaart opgesteld tijdens de expeditie van Lewis en Clark

William Clark (Ladysmith, Caroline County (Virginia), 1 augustus 1770 – Saint Louis (Missouri), 1 september 1838) was een Amerikaans ontdekkingsreiziger die samen met Meriwether Lewis leiding gaf aan de expeditie van Lewis en Clarke. Zijn vijf oudere broers, onder wie generaal George Rogers Clark, vochten tegen de Engelsen in de Amerikaanse Onafhankelijkheidsoorlog.
Clark werd in Virginia geboren maar verhuisde al op jonge leeftijd naar Kentucky waar zijn ouders een plantage begonnen. In 1789 meldde hij zich aan bij de milities en diende hij onder generaal Anthony Wayne bij de Slag bij Fallen Timbers. Het was in de milities dat Clark Meriwether Lewis voor het eerst ontmoette.
In juni 1803 vroeg Lewis aan Clark om samen met hem de expeditie door het westen van het Noord-Amerikaanse continent naar de westkust te leiden. President Thomas Jefferson had deze ontdekkingstocht opgezet om de nieuw verkregen territoria van het Louisiana Purchase te verkennen. Clarks ervaring in de milities en zijn diplomatieke leiding waren van belang voor het slagen van de expeditie.
Na terugkeer werd Clark aangesteld als functionaris die contacten met de Indianen ten westen van de rivier de Mississippi moest onderhouden en mede het overheidsbeleid ten aanzien van de plaatselijke bevolking uitvoeren. Tussen 1813 en 1821 was hij voorts gouverneur van het Missouri Territory.
Na de dood van Lewis in 1809 was het Clark die hoofdverantwoordelijk was voor het opstellen van het eindrapport van de expeditie van Lewis en Clarke en het in 1814 voltooide document bevat een kaart van de westelijke gebieden die als een der nauwkeurigste van die tijd geldt.
Clark overleed op 68-jarige leeftijd. Diverse planten- en diersoorten, waaronder het plantengeslacht Clarkia zijn naar hem vernoemd.

## Werken
- The Journals of Lewis and Clark, 1804-1806 van William Clark en Meriwether Lewis ()